# Абдаллах ібн Ібад
Абдалла́х ібн Іба́д аль-Мака́’ісі аль-Муррі́ ат-Тамі́мі (араб. عبد الله بن اباض المقاعسي المري التميمي, помер. в VII ст.) — епонім ібадитського вчення в ісламі, що проте відіграв другорядну роль у становленні ібадитського руху.

## Життєпис
Абдаллах ібн Ібад походив із роду Бану Мурра арабського племені Бану Тамім. 
Ібн Ібад був одним із басранських хариджитів, які на чолі з Нафіʿ ібн аль-Азраком приєдналися до захисників під керівництвом Абд Аллаха ібн аль-Зубайра під час облоги Кааби Омеядами в 683 році. Після зняття облоги хариджити були розчаровані відмовою Ібн аль-Зубайра засудити покійного халіфа Усмана і повернулися до Басри. Там вони були ув'язнені намісником Омеядів Убайдом Аллахом ібн Зіядом. Коли басранці повстали і скинули Омеядів, ув'язнених звільнили. Ібн аль-Азрак привів багатьох із них до Ахвазу, засуджуючи жителів міста і називаючи їх «політеїстами». Ібн Ібад залишився в Басрі. Його батько, Ібад ібн Амр ат-Тамімі, був першим лідером поміркованих, які відмовилися відокремитися від Ібн аль-Азрака.
Щодо його імені існують розбіжності серед мусульманських істориків: Абуль-Хусейн аль-Мальті в "ат-Танбіх ва-р-Радд" називає його Ібад ібн 'Амр, автор книги "Ібанату-ль-манахідж" називає його Ях'я ібн Абдуллах ібн аль-Ібаді (це може бути пов'язано з тим, що у Абдуллаха ібн Ібада був вірний товариш на ім'я Абдуллах ібн Ях'я аль-Ібаді), але більшість улемів зійшлись на тому, що його ім'я Абдуллах ібн Ібад. Згідно з аш-Шахрастані, Абдуллах ібн Ібад виступив проти халіфа Марвана ібн Мухаммада і помер у битві з Абдуллахом ібн Мухаммадом ібн Атією при Табалі (місто в Хіджазі, Саудівська Аравія). Але на думку Алі Ях'ї Муаммара це є історичною помилкою, бо Абдаллах ібн Ібад був набагато старшим за Джабіра ібн Зайда аль-Азді, який був справжнім натхненником ібадитів, і помер ще при халіфі Абдул-Маліку ібн Марвані.